# Artur Silva
Artur Antonio Augusto da Silva, né à Bissau en 1956, est un homme d'État de Guinée-Bissau, Premier ministre du 31 janvier au 16 avril 2018.